# یژنا
یژنا (به چکی: Ježená) یک منطقهٔ مسکونی در جمهوری چک است که در ناحیه ییهلاوا واقع شده‌است. یژنا ۴٫۴۶ کیلومتر مربع مساحت و ۱۰۶ نفر جمعیت دارد و ۵۵۲ متر بالاتر از سطح دریا واقع شده‌است.